# Sandra Cacic
Sandra Cacic (née le 10 septembre 1974, Joliet, Illinois) est une joueuse de tennis américaine, professionnelle de février 1990 à 2003.
En 1996, elle a joué le 3e tour à l'Open d'Australie (battue par Arantxa Sánchez Vicario), sa meilleure performance en simple dans une épreuve du Grand Chelem.
Elle a gagné 2 tournois WTA au cours de sa carrière (1 en simple, 1 en double).

## Palmarès

### Titre en simple dames
| No | Date       | Nom et lieu du tournoi  | Catégorie | Dotation  | Surface    | Finaliste      | Score         |          |
| -- | ---------- | ----------------------- | --------- | --------- | ---------- | -------------- | ------------- | -------- |
| 1  | 01-01-1996 | Amway Classic, Auckland | Tier IV   | 107 500 $ | Dur (ext.) | Barbara Paulus | 6-3, 1-6, 6-4 | Parcours |

### Finale en simple dames
Aucune

### Titre en double dames
| No | Date       | Nom et lieu du tournoi                    | Catégorie | Dotation  | Surface      | Partenaire  | Finalistes                    | Score         |          |
| -- | ---------- | ----------------------------------------- | --------- | --------- | ------------ | ----------- | ----------------------------- | ------------- | -------- |
| 1  | 06-04-1998 | Bausch & Lomb Championships Amelia Island | Tier II   | 450 000 $ | Terre (ext.) | Mary Pierce | Barbara Schett Patty Schnyder | 7-6, 4-6, 7-6 | Parcours |

### Finale en double dames
Aucune

## Parcours en Grand Chelem

### En simple dames
| Année | Open d'Australie | Open d'Australie  | Internationaux de France | Internationaux de France | Wimbledon       | Wimbledon         | US Open         | US Open          |
| ----- | ---------------- | ----------------- | ------------------------ | ------------------------ | --------------- | ----------------- | --------------- | ---------------- |
| 1993  | -                | -                 | -                        | -                        | -               | -                 | 2e tour (1/32)  | Kimberly Po      |
| 1994  | 1er tour (1/64)  | Magdalena Maleeva | 2e tour (1/32)           | Leila Meskhi             | 2e tour (1/32)  | Silke Frankl      | 2e tour (1/32)  | Steffi Graf      |
| 1995  | 2e tour (1/32)   | Amy Frazier       | 1er tour (1/64)          | Silke Meier              | 2e tour (1/32)  | Petra Kamstra     | 1er tour (1/64) | Åsa Svensson     |
| 1996  | 3e tour (1/16)   | Arantxa Sánchez   | 1er tour (1/64)          | Rita Grande              | 1er tour (1/64) | Sandrine Testud   | 1er tour (1/64) | Nicole Arendt    |
| 1997  | 1er tour (1/64)  | Wiltrud Probst    | 1er tour (1/64)          | Gloria Pizzichini        | 1er tour (1/64) | Amy Frazier       | 1er tour (1/64) | Rita Grande      |
| 1998  | 1er tour (1/64)  | Flora Perfetti    | 1er tour (1/64)          | Elena Likhovtseva        | 1er tour (1/64) | María Vento       | 1er tour (1/64) | Amanda Coetzer   |
| 1999  | 1er tour (1/64)  | M. A. Sánchez     | -                        | -                        | -               | -                 | -               | -                |
| 2000  | -                | -                 | -                        | -                        | -               | -                 | 1er tour (1/64) | Amanda Coetzer   |
| 2001  | -                | -                 | 1er tour (1/64)          | Angeles Montolio         | 2e tour (1/32)  | Conchita Martínez | 1er tour (1/64) | Jennifer Hopkins |
| 2002  | -                | -                 | -                        | -                        | -               | -                 | 1er tour (1/64) | Tina Pisnik      |

À droite du résultat, l’ultime adversaire.

### En double dames
| Année | Open d'Australie              | Open d'Australie           | Internationaux de France    | Internationaux de France | Wimbledon                   | Wimbledon          | US Open                       | US Open                   |
| ----- | ----------------------------- | -------------------------- | --------------------------- | ------------------------ | --------------------------- | ------------------ | ----------------------------- | ------------------------- |
| 1994  | -                             | -                          | -                           | -                        | -                           | -                  | 2e tour (1/16) Julie Steven   | L. Davenport Lisa Raymond |
| 1996  | 1er tour (1/32) C. Papadáki   | S. Appelmans M. Oremans    | -                           | -                        | -                           | -                  | -                             | -                         |
| 1998  | -                             | -                          | 1er tour (1/32) Mary Pierce | B. Schett P. Schnyder    | 1er tour (1/32) Mary Pierce | C. Barclay K. Guse | 1er tour (1/32) Mary Pierce   | Olga Lugina E. Tatarkova  |
| 1999  | 1er tour (1/32) S. Jeyaseelan | Lisa Raymond Rennae Stubbs | -                           | -                        | -                           | -                  | 1er tour (1/32) Maureen Drake | Jana Novotná N. Zvereva   |

Sous le résultat, la partenaire ; à droite, l’ultime équipe adverse.

## Classements WTA en fin de saison

### En simple
| Année | 1989 | 1990 | 1991 | 1992 | 1993 | 1994 | 1995 | 1996 | 1997 | 1998 | 1999 | 2000 | 2001 | 2002 | 2003 |
| Rang  | 461  | 572  | 376  | 241  | 81   | 54   | 112  | 78   | 57   | 80   | 190  | 140  | 100  | 325  | 376  |

Source : (en) « Classements de Sandra Cacic », sur le site officiel du WTA Tour

### En double
| Année | 1990 | 1991 | 1992 | 1993 | 1994 | 1995 | 1996 | 1997 | 1998 | 1999 | 2000 | 2001 |
| Rang  | 559  | 763  | 331  | 360  | -    | 137  | 330  | 400  | 103  | 142  | 136  | 528  |

Source : (en) « Classements de Sandra Cacic », sur le site officiel du WTA Tour